# Cadarossa
Cadarossa (en francès Caderousse) és un municipi francès situat al departament de la Valclusa i a la regió de Provença – Alps – Costa Blava.

## Demografia
| Evolució de la població Cassini i INSEE |       |       |       |       |       |       |       |       |
| 1793                                    | 1800  | 1806  | 1821  | 1831  | 1836  | 1841  | 1846  | 1851  |
| 2 541                                   | 2 786 | 2 728 | 3 137 | 3 169 | 3 262 | 3 130 | 3 209 | 3 400 |

| 1856  | 1861  | 1866  | 1872  | 1876  | 1881  | 1886  | 1891  | 1896  |
| ----- | ----- | ----- | ----- | ----- | ----- | ----- | ----- | ----- |
| 3 168 | 3 158 | 3 111 | 3 150 | 3 025 | 3 104 | 3 060 | 2 935 | 2 819 |

| 1901  | 1906  | 1911  | 1921  | 1926  | 1931  | 1936  | 1946  | 1954  |
| ----- | ----- | ----- | ----- | ----- | ----- | ----- | ----- | ----- |
| 2 657 | 2 599 | 2 529 | 1 908 | 1 833 | 1 759 | 1 670 | 1 636 | 1 759 |

| 1962 | 1968 | 1975 | 1982 | 1990 | 1999 | 2006 | 2011 | 2016 |
| ---- | ---- | ---- | ---- | ---- | ---- | ---- | ---- | ---- |
| 1654 | 1667 | 2027 | 2007 | 2260 | 2496 | -    | -    | -    |

| 2019 | - | - | - | - | - | - | - | - |
| ---- | - | - | - | - | - | - | - | - |
| -    | - | - | - | - | - | - | - | - |

## Administració
| Període   | Identitat         | Partit |
| --------- | ----------------- | ------ |
| 1947-1959 | Jean Farjon       |        |
| 1959-1968 | Joseph Reynaud    |        |
| 1968-1977 | Ernest Capdeville |        |
| 1977-1983 | Gaston Serguier   |        |
| 1983-2001 | Pierre Cuer       |        |
| 2001-2002 | Jean-Marie Roche  |        |
| 2002-     | Serge Fidèle      |        |